# Puerta de enlace predeterminada
Una puerta de enlace predeterminada es el nodo que sirve como enlace entre dos redes informáticas, es decir, es aquel dispositivo que conecta y dirige el tráfico de datos entre dos o más redes.
Este dispositivo, al conectar dos redes del Internet Protocolo (IP), poseerá:
- una dirección IP privada: para identificarse dentro de la red local (intranet),
- una dirección IP pública: para identificarse dentro de la red exterior (extranet).

Generalmente, en los hogares u oficinas, ese dispositivo es el enrutador y cablemódem o módem-DSL, que conecta la red local (LAN) hogareña u ofimática con Internet (WAN).
En las empresas, muchas veces es una computadora la que dirige el tráfico de datos entre la LAN y la red exterior, y generalmente, también actúa como servidor proxy y cortafuegos (firewall).
Ejemplo
Una red está compuesta por dispositivos y un enrutador:
- Dirección de los dispositivos (generalmente computadoras, también pueden ser impresoras, etc.):
  - 192.168.4.3 (computadora 1)
  - 192.168.4.4 (computadora 2)
  - 192.168.4.5 (computadora 3)
  - 192.168.4.6 (computadora 4)
  - 192.168.4.7 (computadora 5)
  - 192.168.4.8 (computadora 6)

- Enrutador:
  - 192.168.4.1 (dirección IP privada LAN), para comunicarse con la red local.
  - dirección IP pública (WAN, Internet), para comunicarse con otra red, generalmente asignada automáticamente por Dynamic Host Configuration Protocol (DHCP), aunque puede ser fijada por el proveedor de servicios de Internet (ISP).

- Maścara de subred:
  - 255.255.255.0

Se pueden usar las direcciones  IP desde 192.168.4.1 hasta 192.168.4.254.
Las direcciones 192.168.4.0 y 192.168.4.255 están reservadas para usos especiales (dirección de red y dirección de broadcast de la red).